# Просянка (село)
Прося́нка — село в Україні, у Куп'янському районі Харківської області. Входить до склоаду Кіндрашівської сільської громади. Населення становить 685 осіб.

## Географія
Село Просянка розташоване за 3 км від річки Великий Бурлук. Селом тече річка Просянка. За 1 км розташовані села Вовчий Яр і Цибівка.

## Назва
Існує декілька версій про виникнення назви села. Найбільш правдоподібна така: перші поселенці прибули сюди пізньої весни, коли вже минули строки посіву і посадки різних культур. А жити чимсь треба було. Тож усі землі, які встигли зорати, засіяли просом. Воно встигає дати урожай, коли навіть висіяти в червні. От ним у першу зиму і врятувалися від голоду.

## Історія
- 1879 — дата заснування.

У минулому славилися просянці своїм великим умінням добре вести вівчарство. Вони були активними постачальниками баранини і овечих шкір на ярмарки і базари в Куп'янськ і ближні слободи. Шкіри йшли на пошиття кожухів, шапок-кучм.
Той, ще дореволюційний, досвід вирощування овець дав про себе знати і в післявоєнний час. Чабан колгоспу ім. Димитрова Г. Д. Погорєлова в 1948 році виростила від 100 вівцематок по 157 ягнят, за що одержала подяку тодішніх керівників радянської України М. С. Хрущова і Д. С. Коротченка.
7 (20) листопада 1917 року, відповідно до Третього Універсалу Української Центральної Ради, увійшло до складу Української Народної Республіки.
До 2020 року орган місцевого самоврядування — Просянська сільська рада.
12 червня 2020 року, відповідно до розпорядження Кабінету Міністрів України № 725-р «Про визначення адміністративних центрів та затвердження територій територіальних громад Харківської області», увійшло до складу Кіндрашівської сільської територіальної громади.
У 2022 на початку російського вторгнення в Україну село було окуповано. Протягом контрнаступу на Харківщині у вересні 2022 року село було звільнено.

## Економіка
- Птахо-товарна ферма.
- «Індустар», сільськогосподарське ТОВ.
- Сільськогосподарське ТОВ «Просянка».
- Сільськогосподарське ТОВ «Пальміра» з 2008 р.

## Об'єкти соціальної сфери
- Будинок культури.
- Амбулаторія сімейної медицини.